# Lailly-en-Val
Lailly-en-Val é uma comuna francesa na região administrativa do Centro, no departamento Loiret. Estende-se por uma área de 45,64 km². Em 2010 a comuna tinha 3 151 habitantes (densidade: 69 hab./km²).